# طاهر الماطري
طاهر الماطري (مواليد 1932) هو رجل أعمال تونسي. أسس "شركة الأدوية"، إحدى أكبر شركات الأدوية الخاصة في تونس، مع شقيقه منصف الماطري في الثمانينيات. توفي في 5 نوفمبر 2021، عن عمر يناهز 89 عامًا.